# Hévízi-tó Alapítvány
A Hévízi-tó Alapítvány, teljes nevén a „Hévízi-tó és Felszín Alatti Vízgyűjtő Területének Környezetvédelme” Alapítvány a hévízi tóval kapcsolatos tevékenységeket lát el.

## Alapítás célja
A Hévízi-tó gyógyvizében végbemenő változások monitorozása, a gyógyhatás egészségügyi, műszaki tényezőinek felmérése, regisztrálása és az ezzel kapcsolatos kutató munkák.
- a Hévízi-tó vízháztartásával és ökológiai rendszerével  kapcsolatos mérések megvalósításának támogatása finanszírozása,
- független szakértők felkérése és díjazása a mérési eredmények elemzésére és a levonható következtetések rendelkezésre bocsátására,
- előző pontokban foglaltak nyilvánosságra hozatalának szervezése, finanszírozása,
- a gyógykincs megmentése érdekében teendő intézkedések támogatása.

## Alapítók
Magyar Alumíniumipari Tröszt és az Állami Gyógyfürdőkórház

## Alapítás időpontja
1989. december 5.

## Elérhetősége
H-8380, Hévíz, Dr. Schulhof Vilmos sétány 1.
hta@spaheviz.hu

## Kuratórium elnöke
Kránitz Ferenc